# Estación de esquí de Masikryong
La estación de esquí de Masikryong está situada en la cima de la montaña Taehwa Peak de 1.360 metros (4.460 pies), a unos 20 kilómetros de la ciudad de Wŏnsan en la provincia de Kangwon, Corea del Norte.

## Proyecto

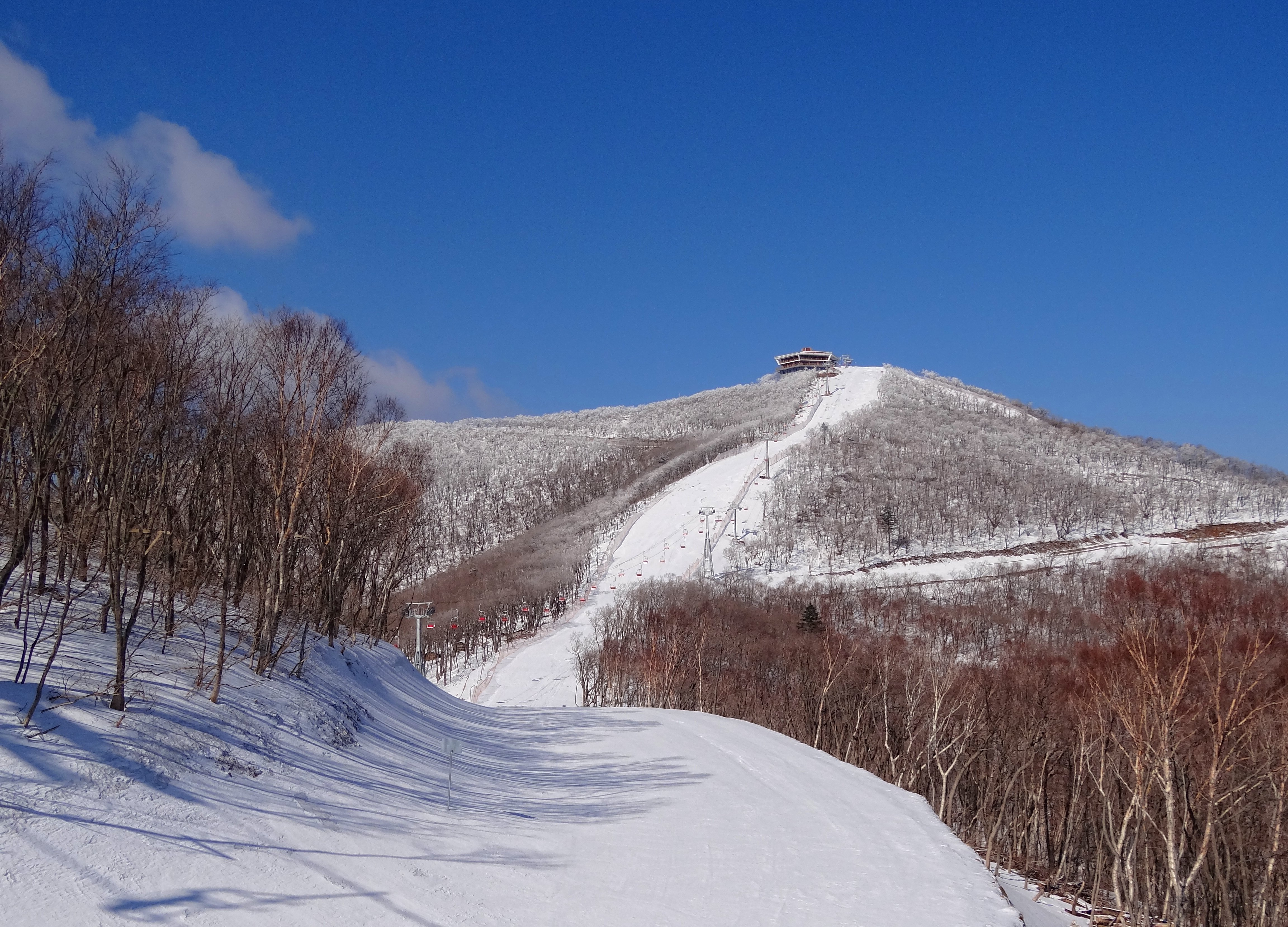
La montaña Taehwa-Peak. En la parte superior se puede ver la estación de Masikryong.

Según el plan oficial del proyecto, la primera etapa del desarrollo de 2.430 kilómetros cuadrados (940 millas cuadradas) costó $35,340,000 dólares (£21 millones; €25,5 millones) e incluyó la construcción de un hotel de lujo, pista de hielo, piscina y restaurantes. Los pronósticos de ingresos oficiales sugerían que 5.000 personas lo visitarían cada día, generando un ingreso anual estimado de $18,750,000 dólares (£11.1 millones, €13.5 millones). El proyecto de Masikryong (literalmente, "paso de descanso de caballo") fue iniciado por el gobierno de Corea del Norte como parte de un esfuerzo para "hacer que las personas no solo posean una sólida mentalidad, sino también disfruten de sus vidas deportivas y culturales en una condición avanzada del mundo".
A pesar de las tensiones políticas con la vecina Corea del Sur, los líderes en el Norte esperaban albergar algunos eventos de los Juegos Olímpicos de Invierno de 2018 que se celebraron en Pyeongchang. Construido en tan solo diez meses, siendo hasta la actualidad la única estación de esquí de Corea del Norte, fue parte de un plan económico del gobernante Kim Jong-un para aumentar el número de turistas extranjeros de 200,000 a 1 millón en el país.

## Instalaciones

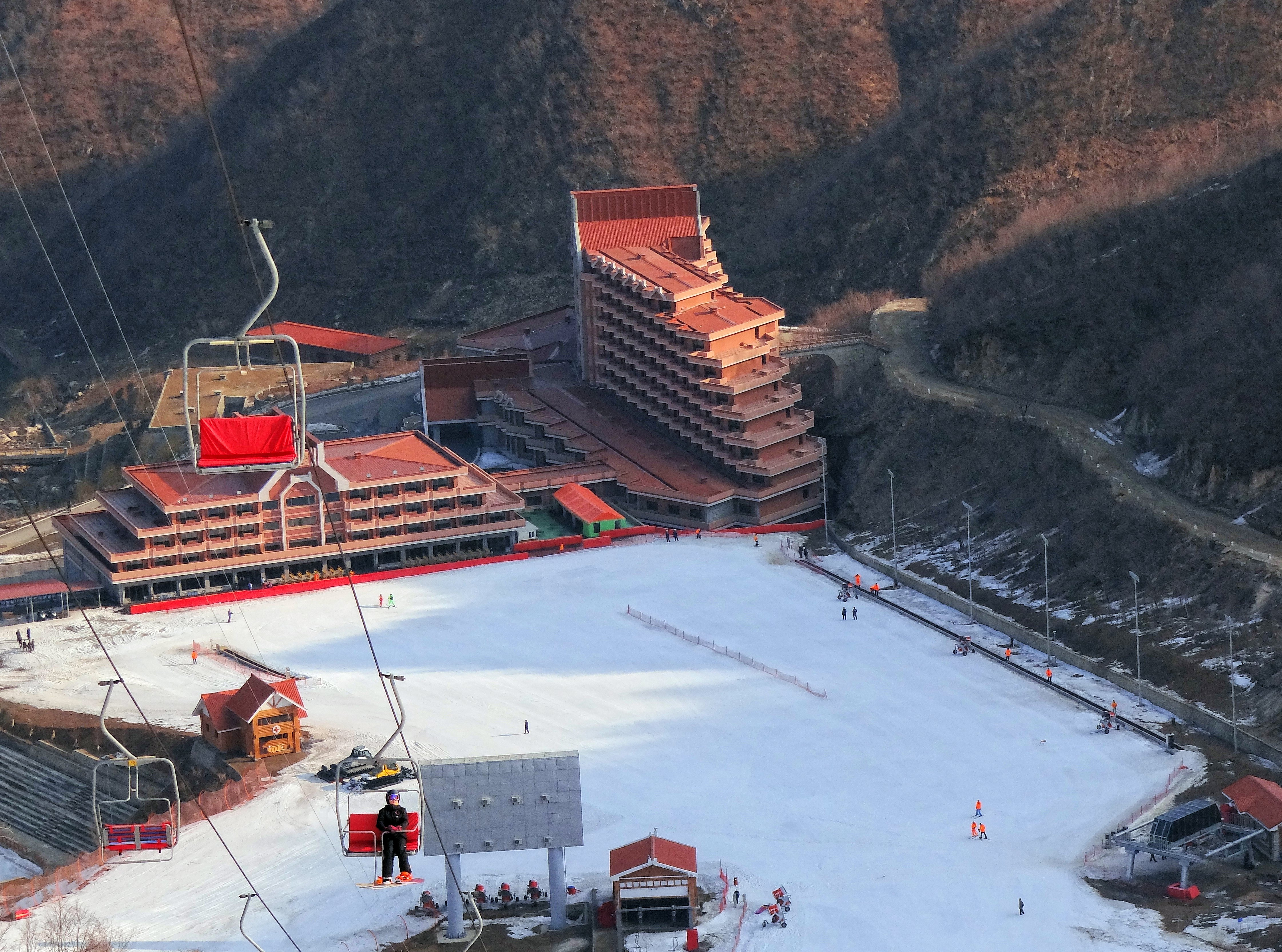
El hotel en la estación de esquí de Masikryong.

Junto con nueve pistas de nivel principiante a intermedio, el sitio incluye una escuela de esquí y un jardín de infantes, así como un parque de nieve para niños. El Masikryong Hotel tiene una piscina y sauna, sala de masajes, salón de belleza, sala de billar, restaurantes y una pista de patinaje sobre hielo.
Diseñado por el Instituto de Arquitectura de Pyongyang, el hotel de 120 habitaciones tiene dos torres piramidales y la más alta de las dos tiene nueve pisos. La conversión de la base de la fuerza aérea Kalma en la cercana Wonsan en un aeropuerto internacional está en marcha como parte de los planes para crear una zona turística especial con el complejo Masikryong como una gran atracción.

## Impacto cultural
Soldados de las Fuerzas Terrestres del Ejército Popular de Corea construyeron el complejo en solo diez meses, dando lugar al nuevo eslogan "Velocidad Masikryong", que se ha convertido en un símbolo de orgullo nacional, así como en un dispositivo de propaganda. The Daily Telegraph observó que la "velocidad de Masikryong" es un retroceso al movimiento chollima-estajanovista introducido por el exgobernante norcoreano Kim Il-sung tras la Guerra de Corea (1950-1953).

## Controversia
Un acuerdo de 7,5 millones de dólares con un fabricante suizo de telesquíes fue bloqueado en agosto de 2013 después de que el gobierno del país emitiera una directiva basada en la Resolución 2094 del Consejo de Seguridad de las Naciones Unidas, como una respuesta a Corea del Norte por realizar pruebas nucleares en enero del mismo año, que prohibió las ventas de exportación de "instalaciones para infraestructura y equipamiento para instalaciones deportivas con un carácter de lujo". Un portavoz de la Secretaría de Estado de Economía de Suiza describió el complejo como un "proyecto de propaganda de prestigio para el Régimen de Corea del Norte". La Agencia Telegráfica Central de Corea respondió con una declaración que decía: "Esta es una burla intolerable al sistema social y al pueblo de la RPDC y un grave abuso a los derechos humanos que politiza los deportes y discrimina a los coreanos".
El complejo abrió el mismo año, con una telecabina de fabricación austríaca de 30 años, retirada de Ischgl, que la República Popular China suministró a Corea del Norte. La interpretación de China de las sanciones internacionales excluye los centros de esquí de la categoría prohibida de "lujo".